# Mohammed Ali Tewfik
Mohammed Ali Tewfik (El Cairo, Egipto, 9 de noviembre de 1875 - Lausana, Suiza, 18 de marzo de 1955) fue un príncipe heredero de Egipto. Estuvo en la línea de sucesión inmediata de 1892 a 1899 y de 1936 a 1952.

## Biografía
Hijo del jedive Tewfik Pachá y el hermano menor de Abbas II Hilmi, perdió los derechos al trono al nacer el que sería Fuad II. 
Se había preparado él mismo para gobernar en Egipto durante muchos años, y, en su palacio había un salón del trono. Fue una vez el presidente del Mohammed Ali Club, un club social para la realeza, ricos y gente famosa de Egipto. Es el nombre del fundador de la dinastía gobernante de Egipto, Muhammad Ali Pasha.
Tras la muerte del Fuad I, en 1936, Mohammed Ali fue el regente desde los 16 años de edad de Faruq I hasta su coronación. En 1937 representó a Egipto en la coronación de Jorge VI del Reino Unido.
En enero de 1952, sus esperanzas de gobernar se terminaron por el nacimiento del hijo del rey Faruq Ahmed Fuad. 
Fue regente en nombre de este pero el golpe de Estado de Gamal Abdel Nasser y el resto de los miembros del grupo del Movimiento de Oficiales Libres dio por concluida la monarquía.
Ali vivió el resto de su vida en el exilio y murió en Lausana, Suiza en 1955.
Tenía un gran palacio, que contiene muchos artefactos en Al-Manial que esta delante del hospital Kasr Al-Ainy. Se convirtió en un museo más tarde conocido como el museo Palacio Manyal.

## Trabajos publicados
- Mon journal de voyage en Afrique du sud (1923).
- Breeding of Purebred Arab Horses (1936).
- Souvenirs de Jeunesse: Le Theresianum (Vienne de mon temps) (1948).
- Ma jeunesse à Paris (1950).

## Distinciones honorífics
- Caballero Gran Cordón de la Orden de Leopoldo (Reino de Bélgica, 1911).[1]